# Brad Wright
Brad Wright je Kanadský televizní producent, scenárista a herec. Je velmi známým tvůrcem nebo spolutvůrcem televizního seriálu Hvězdná brána (spolu s Jonathanem Glassnerem), Stargate Atlantis (spolu s Robertem C. Cooperem) a Stargate Universe (také s Cooperem). narodil se v Torontu, Ontario, Kanada.
Před vznikem Hvězdné brány, pracoval jako výkonný producent a scenárista seriálu Krajní meze (1995). Psal také scénáře pro několik dalších televizních seriálů jako Neon Rider, Dobrodružství černého hřebce, Odysea, Highlander a Poltergeist.